# Административное деление Сент-Винсента и Гренадин
Единицей административного деления Сент-Винсента и Гренадин является приход (англ. parish). Территория государства делится на 6 приходов, из которых пять расположены на главном острове (Сент-Винсент), а шестая объединяет территории остальных, более мелких, островов из архипелага Гренадины.
| Номер | Приход      | Административный центр | Площадь, км² | Населения, чел. (2000) | Плотность, чел./км² |
| ----- | ----------- | ---------------------- | ------------ | ---------------------- | ------------------- |
| 1     | Гренадины   | Порт-Элизабет          | 43           | 9 200                  | 213,95              |
| 2     | Сент-Джордж | Кингстаун              | 52           | 51 400                 | 988,46              |
| 3     | Сент-Дэвид  | Шатоблер               | 80           | 6 700                  | 83,75               |
| 4     | Сент-Патрик | Барруалье              | 37           | 5 800                  | 156,76              |
| 5     | Сент-Андру  | Лею                    | 29           | 6 700                  | 231,03              |
| 6     | Шарлотта    | Джорджтаун             | 149          | 38 000                 | 255,03              |
|       | Всего       |                        | 390          | 117 800                | 302,05              |